# Финляндский кадетский корпус
Финля́ндский каде́тский ко́рпус (швед. Finska kadettkåren, фин. Haminan kadettikoulu) — кадетский корпус Российской империи, действовавший как Финляндский топографический корпус, с 1812 года, в местечке Хапаниеми Куопиоской губернии, и с 1819 года по 1903 год, в городе Фридрихсгам в Великом княжестве Финляндском Российской империи.

## История
После Русско-шведской «финской» войны к России отошла Шведская Финляндия и Аландские острова, и Русским императором было образовано Великое княжество Финляндское. В 1810 году генерал-губернатором Финляндии был назначен Фаддей Штейнгель.

### Топографический корпус в Хапаниеми
12 марта 1812 года повелением Александра I был образован Финляндский топографический корпус в составе 11 офицеров, 6 штатных и неограниченного числа сверхштатных кадет, для подготовки колонновожатых. Местом расположения его было назначено местечко Хапаниеми Куопиоской губернии, где с 1780 года по 1808 год была шведская военная школа (швед. Haapaniemi krigsskola).
На чинов корпуса было возложено производство топографических работ; зимой младшие офицеры и кадеты проходили курс математических и военных наук.
В 1816 году при корпусе было образовано отделение на 60 воспитанников для приготовления их в офицеры всех родов оружия.
В 1818 году здания корпуса сгорели.

### Кадетский корпус во Фридрихсгаме
Указом императора от 26 июня 1819 года Топографический корпус был переведён в Фридрихсгам (ныне Хамина). При этом он был переименован в Финляндский кадетский корпус. Возглавил его (был назначен 21 мая 1819 года) полковник Пётр Петрович Теслев, старший брат генерала Александра Теслева.
В кадеты принимали детей с 9 — 10 лет. В 1831 году корпус приравнен в отношении учебного курса и прочего к другим кадетским корпусам.
В 1833 году число кадет было доведено до 120 человек. В отношении части учебной, дисциплины и общего порядка корпус состоял в ведении Главного управления военно-учебных заведений империи; по части хозяйственной подчиняется правилам, установленным «статным ведомством» Великого княжества Финляндского. Классов было 7 — четыре общих и три специальных. На русском языке преподавались история и география России, тактика, артиллерия, фортификация, военная администрация и законоведение; на русском и шведском — топография; на русском и финском — воинские уставы; на шведском или финском — прочие предметы.
В 1884 году при корпусе был открыт особый курс для приготовления к производству в офицеры запаса вольноопределяющихся финских войск. Директор, все служащие и кадеты должны были пользоваться правами финского гражданства. В числе кадет 40 казённокоштных, 20 стипендиатов на счёт Финляндии суммы Его Императорского Величества и 60 своекоштных (годовая плата в общих классах 600 марок, в специальных — 250). Окончившие курс пользовались правом поступления в Александровский университет в Хельсинки без экзамена. Они производились в офицеры на основаниях, установленных для военных училищ: лучшие — в гвардию (независимо от вакансий), прочие — в армию.
В 1898 году по проекту архитектора Якоба Аренберга было построено трёхэтажное главное здание.
Корпус был упразднён в 1903 году в ходе роспуска отдельной армии Великого княжества Финляндского.
В настоящее время в главном корпусе бывшего Финляндского кадетского корпуса в Хамине расположена Школа офицеров запаса (Reserviupseerikoulu).

## Директора корпуса
- 21.05.1819 — 18.12.1834 — полковник (c 17.04.1822 генерал-майор) Теслев, Пётр Петрович
- 1834—1843[8] — полковник (с 07.04.1835 генерал-майор) Дитмарс, Эбергард Иванович фон
- 11.11.1843 — 30.08.1855 — генерал-майор (с 11.11.1848 генерал-лейтенант) Мунк, Иван Иванович
- 31.10.1855 — 17.04.1858 — генерал-майор (c 26.08.1856 генерал-лейтенант) Блом, Оттон Гаврилович
- 30.04.1858 — 17.03.1863[8] — генерал-лейтенант Мартинау, Карл Алексеевич
- 15.05.1863 — 23.08.1871 — генерал-майор (с 30.08.1867 генерал-лейтенант) Форселлес, Эдуард Фёдорович
- 23.08.1871 — 22.10.1885 — полковник (с 30.08.1875 генерал-майор) Неовиус, Фритьоф Адольфович[9]
- 22.10.1885 — 19.09.1903 — генерал-майор (c 30.08.1894 генерал-лейтенант) Энкель, Карл Карлович